# Mühlgraben (Calbe)
Der Mühlgraben (auch Pferde-Bode genannt) ist ein Mitte des 16. Jahrhunderts künstlich, parallel zur Saale, angelegter Wassergraben in Calbe (Saale).
Der Mühlgraben beginnt am Calbenser Wehr und erstreckt sich auf rund 2 km Länge vorbei an der alten Papierfabrik und dem ehemaligen Sägewerk um dann wieder in die Saale zu fließen. Weil der Mühlgraben an der Saale beginnt und endet, liegen Teile von Calbe auf einer Insel.

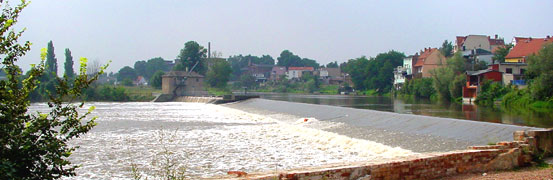
Wehr von Calbe